# Drosophila penidentata
Drosophila penidentata är en tvåvingeart som beskrevs av Singh och Gupta 1981. Drosophila penidentata ingår i släktet Drosophila och familjen daggflugor.
Artens utbredningsområde är Indien.